# Anti-Federalist Papers
Die Anti-Federalist Papers sind eine Sammlung von Artikeln, die gegen die Ratifikation der Verfassung der Vereinigten Staaten von Amerika argumentierten.
Anders als die Autoren der für die Ratifikation werbenden Federalist Papers waren die Autoren der Anti-Federalist Papers jedoch nicht organisiert; vielmehr handelt es sich um voneinander unabhängige Autoren und Veröffentlichungen. Aus diesem Grund gibt es auch keinen endgültigen Konsens darüber, welche Artikel zu den Anti-Federalist Papers zu zählen sind.
Einer der Hauptgründe gegen die Verfassung – die allerdings nicht nur von erklärten Gegnern der Verfassung genannt wurde – war das Fehlen einer Bill of Rights. Zwar wurde die Verfassung zunächst ohne Bill of Rights ratifiziert, doch wurde die Verfassung alsbald um Zusatzartikel ergänzt, die die Bill of Rights der Verfassung der Vereinigten Staaten von Amerika bilden.